# Serratula erucifolia
Serratula erucifolia là một loài thực vật có hoa trong họ Cúc. Loài này được (L.) Boriss. miêu tả khoa học đầu tiên năm 1963.